# Liste von Anschlägen in Kabul
Kabul, die Hauptstadt Afghanistans, ist wiederholt Schauplatz von terroristischen Attentaten und anderen Angriffen, meist im Kontext des Krieges in Afghanistan, geworden. Nachfolgend eine Auflistung von Anschlägen in Kabul:

## 1988–2000
- August 1988: Während der Feierlichkeiten zum 10. Jahrestag der Saurrevolution explodierte eine Lkw-Bombe. Sechs Menschen kamen ums Leben, 49 wurden verwundet.[1]
- 11. September 1988: Bei den Vorbereitungen für die Abschiedszeremonien der sowjetischen Truppen explodierte ein mit Sprengstoff gefüllter Lastwagen.[2] 10 Menschen starben, 40 wurden verletzt.[3]
- 15. Juli 1989: Anschlag mit Autobombe auf ein Restaurant, neun Tote und 49 Verletzte waren die Folge.[4]
- 31. Januar 1990: Anschlag mit Autobombe auf eine Medienagentur, sechs Personen starben und 122 wurden verletzt.[5]
- 29. Februar 1992: Guerillas beschossen einen Wechselmarkt mit einer Rakete, 11 Menschen kamen ums Leben und 70 wurden verletzt.[6]
- 2. August 1992: Die Stadt wird von der Hizb-i Islāmī mit Mörsern beschossen, dabei starben 14 Menschen und fast einhundert wurden verwundet.[7]
- 19. Mai 1994: Bei einem Raketenangriff auf einen Kontrollpunkt starben 20 Menschen, 30 wurden verletzt.[8]
- 5. Januar 1997: Bei einem Bombenanschlag auf einen Markt wurden vier Menschen getötet und 37 verletzt.[9]

## 2001–2009
- 5. September 2002: Zunächst explodierte ein Sprengsatz auf einem Markt in Kabul, die folgende Detonation eines sprengstoffbeladenen Taxis tötete zehn und verletzte 65 Menschen, darunter viele Schaulustige der ersten Explosion. Als Täter wurden al-Qaida-Extremisten vermutet.[10]
- 20. April 2005: Detonation einer Autobombe, keine Verletzten oder Tote.
- 7.  Mai 2005: Im Kabuler Internetcafé „Crystal“ zündet ein Selbstmordattentäter eine an seinem Körper angebrachte Sprengladung und tötet außer sich selbst noch zwei andere Besucher, sechs weitere werden verletzt.
- 30. Mai 2005: eine an einem Fahrrad montierte Sprengladung detoniert und verletzt neun Menschen.
- 18. Juli 2005: an einem über Nacht außerhalb der Stadt abgestellten zivilen Tanklastwagen detoniert eine Sprengladung. Der Tanklastwagen war zu diesem Zeitpunkt nicht befüllt. Zwei leicht verletzte Personen, keine Toten.
- 28. September 2005: Ein Selbstmordattentäter der Taliban, verkleidet als Soldat, detonierte eine Autobombe vor einem Trainingszentrum der afghanischen Armee. Neun Menschen starben und 36 wurden verletzt.[11]
- 8. September 2006: Ein Selbstmordattentäter sprengte sich in einem sprengstoffbeladenen Auto nahe einem NATO-Konvoi in die Luft, dabei kamen 16 Personen ums Leben und 29 wurden verletzt. Unter den Opfern des Anschlags, für den die Taliban verdächtigt wurden, befanden sich auch US-Soldaten.[12]
- 30. September 2006: Ein Attentäter zündete vor dem Innenministerium eine Sprengstoffweste und tötete dabei zwölf Menschen und sich selbst und verletzte 50 weitere. Die Taliban reklamierten den Anschlag für sich, behaupteten aber, es sei kein Selbstmordattentat gewesen.[13]
- 17. Juni 2007: Auf dem wichtigsten Verkehrsknotenpunkt der Hauptstadt sprengt ein Selbstmordattentäter einen Polizeibus in die Luft. Bei dem Anschlag starben 35 Polizisten und Zivilisten, 52 weitere wurden verletzt. Die Taliban übernahmen die Verantwortung.[14][15]
- 29. September 2007: Ein Selbstmordattentäter der Taliban, gekleidet in Militäruniform, zerstörte einen Militärbus und tötete dabei 30 Menschen.[16]
- 4. Dezember 2007: Ein Selbstmordattentäter der Taliban sprengte sich in der Nähe von NATO-Soldaten in die Luft, tötete dabei sich selbst und verletzte 22 weitere Personen.[17]
- 5. Dezember 2007: Ein Selbstmordattentäter rammte einen Militärbus mit einer Autobombe. 12 Soldaten starben, 20 weitere wurden verletzt. Für den Anschlag wurden die Taliban beschuldigt[18]
- 7. Juli 2008: Ein Selbstmordattentäter sprengte ein mit hundert Kilogramm Sprengstoff beladenes Fahrzeug vor der Indischen Botschaft in die Luft. 57 Menschen, darunter viele Studenten und vier Inder, starben und 141 weitere wurden verletzt. Die Behörden beschuldigten die Taliban, für den Anschlag verantwortlich zu sein, diese wiesen jedoch die Verantwortung von sich.[19]
- 11. Februar 2009: Zwölf Menschen wurden getötet und 28 verletzt, als sich zwei Selbstmordattentäter der Taliban vor dem Justizministerium in die Luft sprengten.[20]
- 15. August 2009  Beim NATO Afghanistan headquarters explodiert eine Bombe.  Der Anschlag tötete sieben Menschen und verletzte 91.
- 8. Oktober 2009: Ein Selbstmordattentäter der Taliban zündete eine Autobombe vor der Indischen Botschaft, tötete zwölf und verletzte 83 Polizisten und Zivilisten.[21]

## 2010
- 18. Januar 2010: Taliban-Milizionäre verübten mit Sprengstoff, Schusswaffen, Artillerie und Selbstmordattentätern eine Anschlagsserie gegen den Präsidentenpalast, das Justizministerium, mehrere Einkaufszentren, ein Kino, eine Bank und das Schulministerium. Sechs Zivilisten und Sicherheitskräfte sowie sieben Terroristen kamen ums Leben, mehr als 70 weitere wurden verwundet.[22][23][24][25][26][27][28]
- 26. Februar 2010: Mehrere Bewaffnete und Selbstmordattentäter griffen ein Einkaufszentrum in Shahr-e Naw an, töteten 17 und verletzten 32 Menschen. Die Taliban reklamierten den Anschlag für sich.[29]
- 4. Mai 2010: Ein Giftgasanschlag auf eine Mädchenschule verletzte 25 Personen, die Taliban wurden verdächtigt, ihn begangen zu haben.[30]
- 18. Mai 2010: Während der Hauptverkehrszeit rammte ein Selbstmordattentäter des Haqqani-Netzwerks mit seiner Autobombe einen NATO-Konvoi. 18 Tote und 47 Verletzte waren die Folge.[31]
- 18. Mai 2010: Ein Motorrad fahrender Selbstmordattentäter griff einen Markt an und tötete sich, vier weitere Personen und verletzte 20.[32]
- 4. Mai 2010: Bei einem weiteren Giftgasanschlag auf eine Mädchenschule wurden 46 Menschen verletzt, die Taliban der Täterschaft beschuldigt.[33]

## 2011
- 12. Januar 2011: Ein Selbstmordattentäter rammte mit einem sprengstoffbeladenen Motorrad einen Bus mit Mitarbeitern des Geheimdienstes Amaniyat (NDS). Die Taliban übernahmen die Verantwortung für den Angriff.[34]
- 12. Januar 2011: Bei einer Anschlagsserie des Haqqani-Netzwerks gegen die US-Botschaft, das NATO-Hauptquartier, ein Gefängnis und einen Flughafen starben drei Zivilisten, ein Polizist und acht Terroristen. 20 weitere Zivilisten wurden verletzt.[35][36][37]
- 6. Dezember 2011: Ein Selbstmordattentäter sprengte sich vor einem schiitischen Schrein in die Luft. 55 Personen starben, 134 wurden verletzt, die Lashkar-e-Jhangvi reklamierte das Attentat für sich.[38][39]

## 2012
- 20. Januar 2012: Ein Giftanschlag verletzte etwa 200 Soldaten in dem Armeetrainingszentrum des Pul-e-Charkhi-Gefängnis.[40]

## 2013
- 16. Januar 2013: Fünf Selbstmordattentäter der Taliban, darunter einer mit Autobombe, griffen das Geheimdienstgebäude an. Während einer der Attentäter eine Autobombe zündete, wurden die restlichen von Sicherheitskräften erschossen. Darüber hinaus starb ein Zivilist, 30 weitere Personen wurden verwundet.[41]
- 1. Mai 2013: Ein Giftgasangriff verletzte 20 Schulmädchen.[42]
- 16. Mai 2013: Ein Attentäter der Hizb-i Islāmī sprengte sich in der Nähe eines NATO-Konvois in die Luft, tötete 15 Menschen und verwundete 40 weitere.[43]
- 11. Juni 2013: Bei einem Selbstmordanschlag mit einer Autobombe auf den Obersten Afghanischen Gerichtshof starben 14 Personen und 40 wurden verletzt. Die Taliban reklamierten den Angriff für sich.[44]
- 16. November 2013: Ein Selbstmordattentäter griff eine Stammesversammlung mit einer Autobombe an, dabei starben 13 Personen und 29 wurden verletzt.[45]

## 2014
- 12. Januar 2014: Ein Selbstmordattentäter fuhr auf einem sprengstoffbeladenen Fahrrad gegen einen Polizeibus und sprengte sich in die Luft. Der Attentäter, ein Polizist und ein Zivilist starben, 20 weitere Menschen wurden verletzt. Die Taliban übernahmen die Verantwortung für den Angriff.[46]
- 17. Januar 2014: Ein Selbstmordattentäter der Taliban explodierte vor einem Restaurant in Wazir Akbar Khan, anschließend beschossen zwei weitere Angreifer den Komplex. 24 Menschen, darunter drei Angreifer, starben und vier weitere wurden verwundet.[47]
- 26. Januar 2014: Ein Taliban-Attentäter detonierte nahe einem Militärbus, tötete vier Personen und verletzte 22.[48]
- 10. August 2014: Bei einem Selbstmordanschlag auf einen NATO-Konvoi starben vier Zivilisten, 35 weitere wurden verletzt. Die Taliban-Extremisten reklamierten den Anschlag für sich.[49]
- 13. Oktober 2014: 22 Verletzte waren die Folge eines Bombenanschlags auf einen Markt in Qarabagh.[50]
- 27. November 2014: Die Taliban verübten einen Selbstmordanschlag mit einer Autobombe auf einen Konvoi der britischen Botschaft, töteten dabei fünf und verletzten 33 Menschen.[51]
- 11. Dezember 2014: Während eines Schauspiels über Selbstmordattentate zündet ein Selbstmordattentäter eine Bombe. Er tötete einen Zuschauer und verletzte 16. Viele Zuschauer hielten die Explosion für einen Teil des Schauspiels.[52]

## 2015
- 25. März 2015: Ein Selbstmordattentäter zündete nahe einem Polizeihauptquartier eine Autobombe, tötet dabei sieben und verletzt 22 Personen.[53]
- 19. Mai 2015: Ein Attentäter der Taliban-Extremisten sprengte sich auf dem Parkplatz des Justizministeriums mit einer Autobombe in die Luft. Fünf Tote und zwei Dutzend Verletzte waren die Folge.[54]
- 22. Juni 2015: Ein Selbstmordattentäter in einem sprengstoffbeladenen Auto explodierte und mehrere Bewaffnete griffen anschließend das Parlamentsgebäude an. Sieben Angreifer und zwei weitere Personen starben, 31 wurden verletzt.[55]
- 30. Juni 2015: Ein Selbstmordattentäter der Taliban sprengte eine Autobombe nahe einem NATO-Konvoi, tötete dabei zwei weitere Menschen und verwundete zwei Dutzend.[56]
- 7. August 2015: Ein Selbstmordattentäter detonierte in der Polizeiakademie Kabuls. 25 Tote und 25 Verletzte waren die Folge.[57]
- 7. August 2015: 15 Menschen kamen ums Leben und 400 weitere wurden verletzt, als ein Selbstmordattentäter vor dem Gebäude des NDS eine Lkw-Bombe explodieren ließ. Die Taliban bestritten jegliche Beteiligung an dem Attentat.[58]
- 22. August 2015: Ein Selbstmordattentäter zündete in der Nähe eines NATO-Konvois eine Autobombe und tötete dabei zwölf Menschen, 61 weitere wurden verletzt.[59]

## 2016
- 20. Januar 2016: Ein Selbstmordattentäter mit einer Autobombe detonierte nahe einem Bus mit Mitarbeitern eines Nachrichtensenders. Sieben Menschen starben, 25 wurden verletzt. Die Taliban reklamierten den Angriff für sich.[60]
- 1. Februar 2016: Ein Taliban-Selbstmordattentäter explodierte am Eingang eines Polizeigebäudes, tötete dabei 20 und verletzte 25 Menschen.[61]
- 19. April 2016: Terroranschlag in Kabul am 19. April 2016: Ein Selbstmordattentäter mit einer Autobombe sprengt sich vor einem NDS-Gebäude in die Luft, anschließend schossen bewaffnete Angreifer auf Regierungsmitarbeiter, Zivilisten und Sicherheitskräfte. Die Folge des Anschlags, für den die Taliban die Verantwortung übernahmen, waren 67 Tote und 347 Verletzte.[62]
- 30. Juni 2016: Ein Selbstmordattentäter explodierte nahe einem Polizeikonvoi. Als Sicherheitskräfte und Ersthelfer am Anschlagsort eingetroffen waren, sprengte sich ein zweiter Attentäter der Taliban in die Luft. Insgesamt starben 35 Menschen, 80 weitere wurden verwundet.[63][64]
- 23. Juli 2016: Terroranschlag in Kabul am 23. Juli 2016: Zwei Selbstmordattentäter sprengten sich inmitten einer Demonstration von Hazara in die Luft. Ein dritter Attentäter konnte rechtzeitig von Sicherheitskräften erschossen werden. 80 Menschen starben und 230 wurden verletzt, der Islamische Staat (IS) reklamierte den Anschlag für sich.[65]
- 24. August 2016: Ein Selbstmordattentäter zündete eine Autobombe vor der Amerikanischen Universität, anschließend stürmten mehrere Angreifer mit Feuerwaffen und Handgranaten das Gebäude. 16 Personen kamen ums Leben und 53 wurden verletzt.[66]
- 5. September 2016: Bei einem Taliban-Anschlag von zwei Selbstmordattentätern nahe dem Verteidigungsministerium starben 41 Menschen, 110 wurden verletzt.[67][68]
- 11. Oktober 2016: Ein IS-Terrorist eröffnete im Sakhi-Schrein das Feuer, tötete 15 Menschen und verletzte 36.[69]
- 21. November 2016: Ein Selbstmordattentäter detoniert in einer Moschee in Chār Qala. 27 Menschen starben und 35 wurden verletzt, der IS reklamierte den Angriff für sich.[70]

## 2017
- 10. Januar 2017: Ein Selbstmordattentäter der Taliban explodierte nahe dem Parlamentsgebäude. Ein zweiter Attentäter sprengte sich in die Luft, als Ersthelfer und Rettungsdienste sich am Anschlagsort versammelt hatten. 38 Personen starben, 72 wurden verletzt.[71][72]
- 7. Februar 2017: Ein Selbstmordattentäter des IS sprengte sich am Obersten Gerichtshof in die Luft, 21 Personen kamen ums Leben und 41 wurden verwundet.[73]
- 1. März 2017: Zwei Selbstmordattentäter, davon einer mit Autobombe, und weitere bewaffnete Taliban-Extremisten griffen zwei Gebäude der Sicherheitskräfte an, töteten dabei 30 Menschen und verletzten 107 weitere.[74][75]
- 8. März 2017: Bei einem Anschlag auf ein Militärkrankenhaus starben 50 Patienten und Mitarbeiter, 50 weitere wurden verletzt.[76]
- 3. Mai 2017: Ein Selbstmordattentäter zündete eine Autobombe nahe einem NATO-Konvoi, acht Tote und 28 Verletzte waren die Folge. Der IS und die Taliban reklamierten den Anschlag jeweils für sich.[77]
- 31. Mai 2017: Bombenanschlag in Kabul am 31. Mai 2017: Ein Selbstmordattentäter in einem sprengstoffbeladenen Saugwagen explodierte in Wazir Akbar Khan. 92 Menschen starben und 491 wurden verletzt. Der IS übernahm die Verantwortung für das Attentat.[78]
- 3. Juni 2017: Terroranschlag in Kabul am 3. Juni 2017: Drei Selbstmordattentäter sprengten sich auf einer Beerdigung in die Luft, ein vierter wurde von Sicherheitskräften festgenommen. 6 Menschen starben und 87 wurden verletzt. Die Taliban bestritten die Verantwortung für das Attentat.[79]
- 24. Juli 2017: Terroranschläge in Afghanistan am 24. Juli 2017: Ein Selbstmordattentäter explodierte nahe einem Bus, der Mitarbeiter des Bergwerkministeriums transportierte. 35 Menschen kamen ums Leben und 41 wurden verletzt. Die Taliban reklamierten den Anschlag für sich.[80]
- 25. August 2017: IS-Terroristen griffen eine Moschee mit Schuss- und Stichwaffen sowie Granaten an. 28 Menschen starben, 50 wurden verletzt. Der IS reklamierte den Anschlag für sich.[81]
- 29. September 2017: Bei einem Selbstmordanschlag des IS auf eine Moschee starben fünf Personen und 20 wurden verletzt.[82]
- 20. Oktober 2017: Bei einem weiteren Selbstmordangriff des IS auf eine Moschee starben 56 Personen, 55 wurden verletzt.[83]
- 31. Oktober 2017: Ein Selbstmordattentäter zündete in einem Diplomatenviertel eine Sprengstoffweste, neun Menschen starben und 21 wurden verwundet. Der IS reklamierte den Anschlag für sich.[84]
- 7. November 2017: Bei einem Anschlag des IS auf einen TV-Sender starben zwei Sicherheitsmänner und drei Angreifer, 20 Personen wurden verletzt.[85]
- 28. Dezember 2017: Ein Selbstmordattentäter und zwei weitere Sprengsätze explodierten in und vor einem Gebäude eines Kulturzentrums. Der IS übernahm die Verantwortung für den Anschlag, bei dem 50 Menschen starben und über 80 verletzt wurden.[86]

## 2018
- 4. Januar 2018: Ein Selbstmordattentäter explodierte inmitten einer Demonstration, tötete dabei 20 und verletzte 27 Personen. Der IS reklamierte den Anschlag für sich.[87][88]
- 20. Januar 2018: Bei einem Terrorangriff der Taliban auf ein Luxushotel kamen 27 Personen (darunter fünf Angreifer) ums Leben und zehn weitere wurden verletzt.[89][90]
- 27. Januar 2018: Anschlag in Kabul am 27. Januar 2018: Ein Selbstmordattentäter der Taliban zündete einen sprengstoffbeladenen Krankenwagen an einem Kontrollpunkt vor einem Krankenhaus. 103 Menschen starben und 235 wurden verletzt.[91][92][93]
- 2. März 2018: Ein Selbstmordanschlag auf die Australische Botschaft tötete einen Zivilisten und verletzte 22 weitere.[94]
- 9. März 2018: Ein IS-Selbstmordattentäter detonierte bei einer Versammlung von Hazara, tötete zehn und verwundete 22 Menschen.[95]
- 21. März 2018: Ein Selbstmordattentäter mit einer Motorradbombe explodierte nahe einem schiitischen Schrein, 29 Menschen starben und 52 wurden verletzt. Der IS übernahm die Verantwortung für den Anschlag.[96][97]
- 22. April 2018: Ein Selbstmordattentäter des IS sprengte sich vor einem Wählerregistrierungszentrum in die Luft, tötete dabei 69 Menschen und verletzte 120 weitere.[98][99]
- 30. April 2018: Ein Selbstmordattentäter auf einem Motorrad explodierte nahe einem Geheimdienstgebäude. Als Ersthelfer und Journalisten am Anschlagsort eingetroffen, sprengte sich ein zweiter, als Journalist verkleideter Attentäter in die Luft. 29 Menschen, darunter neun Journalisten, starben und 50 weitere wurden verletzt. Der IS reklamierte den Anschlag für sich.[100][101][102]
- 9. Mai 2018: Bei zwei Anschlägen auf Polizeistationen starben 16 Menschen, 28 wurden verletzt.[103][104][105]
- 4. Juni 2018: Bei einem Selbstmordanschlag des IS auf eine Versammlung von Geistlichen, die eine Fatwa gegen Selbstmordanschläge beschlossen hatten, starben 14 Menschen und 22 wurden verletzt.[106]
- 11. Juni 2018: Vor einem Ministerium explodierte ein Selbstmordattentäter des IS. Die Folge waren 17 Tote und 40 Verletzte.[107][108]
- 22. Juli 2018: Ein Selbstmordattentäter des IS sprengte sich nahe dem Konvoi des afghanischen Vizepräsidenten am Flughafen von Kabul in die Luft. 23 Menschen starben, 107 wurden verletzt.[109][110]
- 22. Juli 2018: Ein Selbstmordattentäter explodierte in einem Klassenraum eines Unterrichtszentrums, tötete dabei 48 Menschen und verletzte 67 weitere. Der IS übernahm die Verantwortung für den Anschlag.[111][112]
- 5. September 2018: Bombenanschlag in Kabul am 5. September 2018: Ein Selbstmordattentäter erschoss einen Wachmann und sprengte sich anschließend in einem Wrestling-Club in die Luft. Als Ersthelfer und Journalisten am Anschlagsort versammelt waren, explodierte eine Autobombe. Insgesamt starben 26 Menschen, 91 wurden verletzt. Der IS reklamierte den Anschlag für sich.[113][114][115]
- 9. September 2018: Ein IS-Selbstmordattentäter zündete eine Motorradbombe bei einer Beerdigungsprozession. Ein zweiter Attentäter wurde von Sicherheitskräften erschossen. Sieben Menschen starben, zwei Dutzend weitere wurden verletzt.[116][117][118]
- 20. Oktober 2018: Ein Selbstmordattentäter explodierte an einem Kontrollpunkt vor einem Wahllokal. 15 Menschen starben und 25 wurden verletzt. Der IS reklamierte den Anschlag für sich.[119][120]
- 20. Oktober 2018: Bei einem Bombenanschlag auf ein Wahllokal starb ein Zivilist, 30 weitere wurden verwundet.[121]
- 12. November 2018: Bei einem Selbstmordanschlag der Taliban im Stadtzentrum starben sechs Menschen, 20 wurden verletzt.[122][123]
- 20. November 2018: Anschlag auf Geistliche in Kabul 2018: Ein Selbstmordattentäter zündete auf einer Versammlung von Geistlichen eine Sprengstoffweste. 55 Menschen kamen ums Leben und 94 wurden verletzt. Der IS und die Taliban wurden verdächtigt, für den Anschlag verantwortlich zu sein. Die Taliban stritten jegliche Beteiligung daran ab.[124][125][126]
- 28. November 2018: Bei einem Anschlag der Taliban auf eine britische Sicherheitsfirma starben 6 Menschen und 32 weitere wurden verletzt.[127]
- 24. Dezember 2018: Eine Geiselnahme in einem Regierungsgebäude forderte 43 Tote und 25 Verletzte.[128][129]

## 2019
- 14. Januar 2019: Ein Selbstmordattentäter zündete einen mit Sprengstoff beladenen Lastwagen in einem vorwiegend von Ausländern bewohnten Stadtviertel Kabuls. Bei dem Anschlag, den die Taliban für sich reklamierten, starben vier Menschen und 113 wurden verletzt.[130][131]
- 7. März 2019: IS-Terroristen töteten bei einem Mörserangriff auf eine schiitische Gedenkfeier elf Personen und verletzten 95 weitere.[132][133]
- 21. März 2019: Bei einer Anschlagsserie des IS explodierten Sprengsätze in einer Moschee, einem Schrein, einer Universität und einem Krankenhaus. Sechs Tote und 23 Verletzte waren die Folge.[134]
- 8. Mai 2019: Die Taliban griffen ein Gelände der Counterpart International mit Selbstmordattentätern, Autobomben und Feuerwaffen an, töteten neun Personen und verletzten 24 weitere.[135][136]
- 24. Mai 2019: Bei einer Bombenexplosion in einer Moschee starben vier Personen und 20 weitere wurden verletzt.[137][138]
- 2. Juni 2019: Bei einem Doppelanschlag durch den IS explodierte zunächst eine Haftmine an einem Bus voller Studenten, eine spätere Explosion, die auf Ersthelfer und Sicherheitskräfte abzielte, forderte weitere Opfer. Insgesamt starben zwei Personen, 27 weitere wurden verwundet.[139][140][141]
- 1. Juli 2019: Die Taliban sprengten eine Autobombe vor einer Einrichtung des Verteidigungsministeriums und stürmten das Gebäude. 45 Personen, darunter 5 Angreifer, kamen ums Leben. Mehr als hundert weitere Personen, darunter etwa 50 Kinder, wurden verletzt.[142][143]
- 19. Juli 2019: Vor einem Eingang der Universität von Kabul explodierte ein Selbstmordattentäter, acht Menschen starben und dutzende wurden verwundet.[144][145]
- Ein Selbstmordattentäter zündete eine Autobombe neben einem NATO-Konvoi, ein weiterer Selbstmordattentäter ließ neben einem Bus, in dem Mitarbeiter des Bergbauministeriums unterwegs waren, eine Motorradbombe explodieren. Als Ersthelfer herbeieilten, explodierte eine weitere Bombe. Insgesamt starben elf Menschen, 45 weitere wurden verletzt.[146][147][148]
- 28. Juli 2019: Ein Selbstmordattentäter detonierte eine Autobombe nahe dem Wahlkampfbüro von Amrullah Saleh, mindestens 20 Menschen kamen ums Leben und 50 wurden verletzt.[149][150]
- 7. August 2019: Terroranschlag in Kabul am 7. August 2019: Eine Autobombe detonierte vor einer Polizeistation, 14 Menschen kamen ums Leben und 145 weitere wurden verletzt. Die Taliban reklamierten den Anschlag für sich.[151][152]
- 17. August 2019: Ein IS-Selbstmordattentäter sprengte sich auf einer Hochzeitsfeier in die Luft. 92 Menschen starben und 142 wurden verwundet.[153][154][155]
- 2. September 2019: Bei einem Selbstmordanschlag mit einer Autobombe und Feuerwaffen auf einen Wohn- und Bürokomplex starben 16 Personen, 119 weitere wurden verletzt. Die Taliban reklamierten das Attentat für sich.[156][157]
- 5. September 2019: Ein Selbstmordattentäter der Taliban zündete an einem Kontrollpunkt in der Kabuler Innenstadt eine Autobombe. 12 Menschen, darunter ein rumänischer und mehrere amerikanische NATO-Soldaten, starben und mehr als 40 wurden verletzt.[158][159]
- 17. September 2019: Bei einem Selbstmordanschlag der Taliban auf das Verteidigungsministerium wurden 22 Menschen getötet und 38 verletzt.[160][161]
- 13. November 2019: Ein Selbstmordattentäter griff den Konvoi einer privaten Sicherheitsfirma mit einer Autobombe an, tötete neben sich selbst zwölf weitere Menschen und verletzte 20. Als Urheber des Anschlags werden die Taliban oder der IS vermutet.[162][163]

## 2020
- 6. März 2020: Bei einem Angriff mit Schusswaffen und einer Rakete auf eine Gedenkfeier starben 32 Menschen, 82 wurden verletzt. Der IS übernahm die Verantwortung für den Angriff.[164]
- 25. März 2020: Bei einem Angriff von bewaffneten IS-Milizionären und Selbstmordattentätern auf eine Gurdwara kamen 28 Personen, darunter drei Attentäter, ums Leben und neun weitere wurden verletzt.[165]
- 12. Mai 2020: Terroristen, verkleidet als Polizisten, griffen die Entbindungsstation eines Krankenhauses der Ärzte ohne Grenzen an und erschossen 24 Menschen, darunter auch Neugeborene. 16 weitere wurden verletzt.[166]
- 24. Oktober 2020: Ein Selbstmordattentäter sprengte sich in einer Seitengasse neben einer Schule in die Luft, 30 Menschen, darunter viele Schüler, starben und 70 wurden verletzt.[167][168] Der IS reklamierte die Tat für sich.
- 27. Oktober 2020: Ein Autobombenanschlag auf Sicherheitskräfte tötete zwei Personen und verletzte 25 weitere.[169]
- 2. November 2020: Drei Terroristen detonierten Sprengsätze und griffen die Universität Kabul mit Feuerwaffen an. Dabei töteten sie 32 Personen und verletzten 50 weitere, bevor sie selbst erschossen wurden.[170][171]
- 21. November 2020: IS-Terroristen beschossen ein Wohnviertel mit Raketen. Acht Menschen starben und 31 wurden verwundet.[172]
- 20. Dezember 2020: Bei einem Anschlag mit einer Autobombe auf einen Politiker kamen neun Personen ums Leben, 20 weitere wurden verletzt.[173]

## 2021
- 8. Mai 2021: Anschlag in Kabul am 8. Mai 2021: Bei der Explosion einer Autobombe und zweier weiterer Sprengsätze vor einer Schule starben 68 Personen, 165 wurden verletzt.[174]
- 26. August 2021: Anschlag am Flughafen Kabul 2021: Während der internationalen Evakuierung Afghanistans sprengte sich ein Selbstmordattentäter inmitten einer Menschenmenge vor dem Eingang des Hamid-Karzai-Flughafens in die Luft. 183 Menschen kamen ums Leben, mindestens 200 weitere wurden verwundet.[175]
- 2. November 2021: Bei einem Selbstmordattentat auf ein Militärkrankenhaus kamen mindestens 25 Personen ums Leben, darunter ein ranghoher Taliban-Kommandeur. Mehr als 50 weitere wurden verletzt. Der IS reklamierte den Anschlag für sich.[176]

## 2022
- 19. April 2022: Bei Bombenanschlägen auf zwei Schulen der schiitischen Hazara-Minderheit kamen offiziellen Angaben zufolge sechs Menschen ums Leben, 20 weitere wurden verletzt.[177]
- 29. April 2022: Während dem Dhikr-Gebet sprengten sich mehrere Selbstmordattentäter in einer sunnitischen Moschee im Westen der Stadt in die Luft. Laut offiziellen Angaben starben bei dem Anschlag zehn Menschen, Augenzeugen berichteten jedoch von mindestens 50 Toten. Etwa 30 weitere Menschen wurden verwundet.[178][179]
- 18. Juni 2022: Bei einem Anschlag auf einen Sikh-Tempel im Stadtteil Karte Parwan gab es mehrere Tote und Verletzte.[180]
- 17. August 2022: Ein Selbstmordattentäter sprengte sich während der Gebetszeit in einer Moschee in die Luft. 22 Menschen, darunter ein Taliban-Geistlicher, kamen ums Leben und 33 weitere wurden verwundet.[181]
- 23. September 2022: Bei einem Anschlag mit einer Autobombe auf eine Moschee in der ehemaligen „Green Zone“ kamen 7 Menschen ums Leben, 41 weitere wurden verletzt.[182]
- 30. September 2022: Ein Selbstmordattentäter detonierte vor einem Bildungszentrum in Dashte Barchi, einem Stadtteil von Kabul. 52 Menschen starben, 110 weitere wurden verletzt. Augenzeugen zufolge waren unter den Opfern hauptsächlich junge Frauen.[183]
- 5. Oktober 2022: In einer Moschee im Innenministerium sprengte sich ein Selbstmordattentäter in die Luft. 4 Personen wurden getötet, 25 weitere verletzt.[184]

## 2023
- 11. Januar 2023: Ein Selbstmordattentäter des IS sprengte sich vor dem Außenministerium in die Luft. 20 Menschen kamen dabei ums Leben, 40 weitere wurden verletzt.[185][186]
- 8. November 2023: In einem mit schiitischen Zivilisten besetzten Minibus explodiert eine Bombe. 7 Menschen kamen ums Leben, 20 wurden verwundet. Der IS reklamierte den Anschlag für sich.[187]